# Boubekeur Makhoukh
Boubekeur Makhoukh (أبوبكر مخوخ), né le 6 mars 1954 à Tifilkout (dans la commune d'Illilten) et mort le 31 mai 1998 à Nantes en France, est un dramaturge, comédien et metteur en scène algérien.

## Biographie
Boubekeur Makhoukh est né le 6 mars 1954 à Tifilkout, un village berbère perché sur les hauteurs du Djurdjura (Illilten, wilaya de Tizi Ouzou, Algérie). Il a vécu longtemps à Annaba et Béjaia. Les maisons des jeunes et les théâtres régionaux (TRA) et (TRB) respectivement de Annaba et de Béjaia furent les lieux de culture que Boubekeur Makhoukh a animé et illuminé par sa joie de vivre et son amour du théâtre et des enfants. Plusieurs spectacles et pièces leur ont été destinées dont Ali Baba (1993), et Magic show (un spectacle de marionnettes, danse, clowns et magie).
Makhoukh a utilisé plusieurs langues incluant le berbère, l'arabe algérien, l'anglais, le français, et l'italien. Il a traduit et interprété divers œuvres dont Les Mercenaires de Lâadi Flici, qui fut sa première traduction en 1978, suivie de Clando Bazar de Hamid Goudarzi (de l'arabe vers le français) en 1992, et du roman français Le Roi des bons de Henriette Bichonnier en 1995. L'une des dernières pièces traduites (du berbère vers l'arabe) fut celle de Mohya Sin-nni en 1996.
Boubekeur Makhoukh est surtout connu pour ses adaptations libres de Ghabou Lafkar, Zerdeb et Hafila Tassir dont on disait qu'elle avait ouvert les yeux du théâtre algérien sur la possibilité d'adaptation des nouvelles littéraires, mais a permis aussi au défunt Azzeddine Medjoubi, alors marginalisé, de faire exploser son formidable talent en interprétant pour la première fois un rôle principal. La pièce Hafila Tassir a été projetée souvent par la télévision algérienne.
Atteint gravement aux reins et par le diabète, Boubekeur Makhoukh décède le 31 mai 1998 à l'hôpital de Nantes, en France. Il est enterré au cimetière Sidi Hars (Djebanet El ghorba) à Annaba le 8 juin 1998 qui coïncide avec la Journée nationale de l'artiste, en Algérie.

« Les plus belles œuvres ont été enfantées dans l'angoisse et la tourmente [...] Quelqu'un qui aime profondément son métier se battra tout le temps pour le hisser au plus haut niveau »

— Boubekeur Makhoukh

## Théâtre

### Conception et création
- Zeynouba[9]interprété par Kheïreddine Amroun, monologue dédié à la femme et à sa condition de recluse, adapté par Boubekeur Makhoukh de la nouvelle Un mari pour ma sœur de l’Égyptien Ihsan Abdel Quddous, mise en scène par Lyasser Nessreddine, 1997[10].
- Ali Baba, pièce produite par la coopérative petit théâtre de Annaba et le théâtre régional de Annaba, 1993.
- Magic show, spectacle produit par la coopérative petit théâtre de Annaba, 1991.
- Aladin et la Lampe merveilleuse, spectacle pour enfants produit par la coopérative petit théâtre de Annaba, 1989.
- Galilée, spectacle pour enfants produit par la coopérative petit théâtre de Annaba, 1988.
- Zerdab (Le traquenard) en 1986, Pièce produite par le théâtre régional de Sidi Bel Abbès, 1991[11] et participe au festival du théâtre professionnel de Batna.

### Œuvres traduites et adaptées
- Traduction de la pièce Sin-nni de Mohya (du tamazight vers l'arabe dialectal) en 1996, une adaptation de Les Émigrés de Sławomir Mrożek[12]. Cette pièce a fait aussi objet d'une adaptation de Makhoukh Boubekeur en 1986.
- Nouba fi el Andalous (Nouba en Andalousie) d'après Fuente Ovejuna de Lope de Vega, 1996 avec Fouzia Ait El Hadj.
- Cri d'artiste d'après Le Chant du cygne d'après Tchekhov.
- Le Roi des bons roman de Henriette Bichonnier 1995.
- Hiskristan  d'après Le Journal d'un fou de Nicolaï Gogol 1994.
- Flagrant delirium d'après le one-man-show de Mohamed Fellag , 1994
- traduction de la pièce Clando Bazar de Hamid Goudarzi produite par le centre culturel français de Annaba en 1992
- Les martyrs reviennent cette semaine[13]d'après le roman de Tahar Ouettar 1987.
- Ghabou Lafkar une adaptation de Les Emigrés de Sławomir Mrożek 1986
- Zerdab (Le traquenard) une adaptation de la nouvelle Un mari pour ma sœur de l’égyptien Ihsan Abdel Quddous en 1986, pièce produite par le théâtre régional de Sidi Bel Abbas, 1991.
- Hafila Tassir adaptation de la pièce Le Voleur du bus de Ihsan Abdel Quddous[14] et une nouvelle de Tahar Ouettar 1984. La pièce a été produite par Ziani Cherif Ayad et jouée par les acteurs Azzeddine Medjoubi et Dalila Helilou.
- adaptation du poème Le Loup et l’Agneau de Jean de La Fontaine, 1982.
- traduction du roman Les Mercenaires de Lâadi Flici, 1978.
- adaptation et mise en scène de la pièce Tafsut n'ddaw Yiffer (Le printemps à l'ombre d'un feuillage) de Mohand Amokrane Tighit produite par l'association culturelle Thafath de Tifilkout[15]

### Mises en scène
- Ali Baba, Pièce produite par la coopérative petit théâtre de Annaba et le théâtre régional de Annaba, 1993.
- Magic Show, spectacle produit par la coopérative petit théâtre de Annaba, 1991.
- Aladin et la lampe merveilleuse, spectacle pour enfants produit par la coopérative petit théâtre de Annaba, 1989.
- Galilée, spectacle pour enfants produit par la coopérative petit théâtre de Annaba, 1988.
- Le loup et l'agneau, spectacle pour enfants produit par la coopérative petit théâtre de Annaba, 1982.
- Les Charlatans et les médecins, produit par le théâtre régional de Annaba, 1979.
- Les mercenaires, produite par le théâtre régional de Annaba, 1978.

## Honneurs
- Lion d'or au 6e festival national du théâtre professionnel à Oran pour Nouba fi el Andalous, 1996
- Distinction spécial du jury 1er festival du théâtre pour enfants de Béjaia pour Ali Baba, 1994
- Prix du meilleur spectacle et prix de l’interprétation masculine au 2e festival maghrébin de théâtre pour enfants de Ben Arous à Tunis pour Aladin et la lampe merveilleuse, 1991
- Prix du meilleur spectacle pour enfant à Tunis pour  Galilée, 1989
- Prix de la meilleure mise en scène pour Ghabou Lafkar au festival du théâtre professionnel, Alger, 1986
- Prix de l'interprétation masculine dans Ghabou Lafkar au 2e festival national du théâtre professionnel à Alger, 1986.
- Premier au festival national du théâtre amateur à Mostaganem Pour Hafila Tassir, en 1984[4].
- Prix du meilleur décor et composition musicale pour la pièce Hafila Tassir au festival du théâtre professionnel à Alger, 1986

## Postes occupés
Boubekeur Makhoukh a été le président fondateur de la coopérative du petit théâtre de Annaba dont Kheïreddine Amroun assura la survie après son décès. ainsi que le représentant de l'amicale algérienne des amateurs de théâtre pour la ville de Annaba.
Il fut membre de l'office national de diffusion artistique algérienne ONDA, et de l'union nationale des comédiens professionnels, membre du centre algérien de l'Institut international du théâtre et de l'association des activités culturelles de la jeunesse et de l'enfance.
Il a été :
- Dramaturge, metteur en scène et comédien au théâtre régional de Béjaia (TRB), de 1993 à 1996.
- Animateur en art dramatique au ministère de la jeunesse et de l'enfance à Tunis, en 1991.
- Auteur dramaturge, metteur en scène et comédien au théâtre régional de Annaba, de 1991 à 1992.
- Animateur culturel au collège Max Marchand, de 1982 à 1983.
- Correspondant culturel de la revue l'Unité, 1985.
- Animateur culturel à la société nationale de sidérurgie de Annaba et d'Art dramatique à la maison de jeune de la même ville de 1978 à 1985.